# Daniel Hugo Martins
Daniel Hugo Martins (* 12. Juli 1927 in Montevideo; † 5. Juni 2016) war ein uruguayischer Politiker.
Daniel Hugo Martins studierte ab 1946 an der recht- und sozialswissenschaftlichen Fakultät der Universidad de la República (UdelaR). Seit dem erfolgreichen Abschluss seines Studiums mit der Promotion am 29. Dezember 1951 arbeitet er als Rechtsanwalt in eigener Kanzlei. Von 1952 bis 1989 lehrte der Experte für Verwaltungsrecht als Universitätsprofessor an der UdelaR. Zudem veröffentlichte Martins umfangreich.
Martins, der der Partido Nacional und dort dem Movimiento Nacional de Rocha angehört, wurde als Vertreter der Gruppierung um Daniel Fernández Crespo in den Jahren 1958 und 1962 als Concejal Departamental des Departamento Montevideo gewählt.
Martins war vom 11. Juni 1964 bis zum 16. September 1965 Finanzminister von Uruguay. Von 1991 bis 1993 bekleidete er die Position des Vizepräsidenten der Banco Central del Uruguay. Vom 18. August 1993 bis zum 14. Februar 1995 hatte er das Amt des Verteidigungsministers inne. Anschließend übernahm er nochmals vom 15. Februar 1995 bis zum 1. März 1995 die Leitung des Wirtschafts- und Finanzministeriums.